# Starojeżowo
Starojeżowo (ros. Староежово) – wieś (dieriewnia) w Rosji, w Baszkortostanie, w rejonie birskim. W 2010 liczyła 89 mieszkańców.